# Shamrock Rovers F.C. (futsal)
Shamrock Rovers F.C. – irlandzki klub futsalowy z siedzibą w mieście Dublin, obecnie występuje w najwyższej klasie rozgrywkowej Irlandii. Jest sekcją futsalu klubu sportowego Shamrock Rovers F.C.

## Sukcesy
- Mistrzostwo Irlandii (2): 2009, 2010
- Puchar Irlandii (1): 2007